# 2. česká fotbalová liga 1998/1999
Tento článek vypovídá o 2. nejvyšší fotbalové soutěži v Česku – o jejím šestém ročníku. O ročníku 1998/99.
| Poř. | Tým                         | Z  | V  | R  | P  | VG | OG | B  |
| ---- | --------------------------- | -- | -- | -- | -- | -- | -- | -- |
| 1.   | FC Bohemians Praha          | 30 | 23 | 4  | 3  | 62 | 12 | 73 |
| 2.   | SK České Budějovice JČE     | 30 | 22 | 6  | 2  | 65 | 18 | 72 |
| 3.   | FC SYNOT Staré Město        | 30 | 20 | 7  | 3  | 64 | 26 | 67 |
| 4.   | FC MUS Most 1996            | 30 | 16 | 8  | 6  | 47 | 31 | 56 |
| 5.   | FC Vítkovice                | 30 | 13 | 7  | 10 | 40 | 37 | 46 |
| 6.   | FC NH Ostrava               | 30 | 10 | 10 | 10 | 28 | 28 | 40 |
| 7.   | AFK Atlantic Lázně Bohdaneč | 30 | 9  | 10 | 11 | 25 | 32 | 37 |
| 8.   | FK Svit Zlín                | 30 | 10 | 6  | 14 | 26 | 33 | 36 |
| 9.   | FK VP Frýdek-Místek         | 30 | 9  | 7  | 14 | 23 | 30 | 34 |
| 10.  | FK Mladá Boleslav           | 30 | 9  | 7  | 14 | 33 | 40 | 34 |
| 11.  | SK Tatran Poštorná          | 30 | 9  | 7  | 14 | 31 | 41 | 34 |
| 12.  | SK Chrudim 1887             | 30 | 10 | 4  | 16 | 30 | 48 | 34 |
| 13.  | SK Železárny Třinec         | 30 | 8  | 6  | 16 | 32 | 52 | 30 |
| 14.  | SK LeRK Prostějov           | 30 | 8  | 5  | 17 | 24 | 39 | 29 |
| 15.  | FK Hanácká kyselka Přerov   | 30 | 7  | 5  | 18 | 27 | 56 | 26 |
| 16.  | 1. FC Česká Lípa            | 30 | 4  | 7  | 19 | 17 | 51 | 19 |

## Soupisky mužstev

### FC Bohemians Praha
Jaromír Blažek (30/0/22) –
Karel Doležal (12/1),
Jan Flachbart (25/3),
Tomáš Freisler (19/2),
Petr Grund (26/5),
Daniel Hevessy (3/0),
Martin Hyský (15/1),
Pavel Janeček (20/6),
Martin Jiránek (2/0),
Roman Jůn (7/0),
Jaroslav Kamenický (24/2),
Libor Koller (14/1),
Pavel Mareš (13/1),
Kamil Matuszny (30/7),
Tomáš Návrat (17/2),
Marek Nikl (13/4),
Jiří Novák (22/5),
Miroslav Obermajer (15/1),
Michal Petrouš (30/2),
Dalibor Slezák (13/3),
Zdeněk Šenkeřík (1/0),
Bohuslav Šnajdr (10/0),
Pavel Vašíček (24/4),
Benjamin Vomáčka (5/1),
Luděk Zdráhal (27/11) –
trenér Vlastimil Petržela

### SK České Budějovice JČE
Jaroslav Drobný (3/0/3),
Jaroslav Karel (18/0/9),
Pavol Švantner (9/0/5) –
Pavel Babka (29/0),
Erich Brabec (13/0),
Marcel Cupák (11/0),
Michal Drahorád (27/3),
Ladislav Fujdiar (29/16),
David Horejš (6/0),
Petr Hruška (17/1),
Tomáš Janda (29/12),
Josef Jinoch (17/4),
Michal Káník (13/0),
Marek Kopecký (21/0),
Roman Lengyel (25/6),
Tomáš Krejča (6/0),
Karel Krejčí (10/2),
Miloslav Penner (28/0),
Jiří Povišer (30/16),
Stanislav Rožboud (2/0),
Vlastimil Ryšavý (12/2),
Martin Silmbrod (11/0),
Daniel Štefanský (1/0),
Radek Tejml (4/0),
Vladimír Veselý (11/0),
Martin Vozábal (28/3),
Milan Vrzal (9/0) –
trenér Pavel Tobiáš

### FC SYNOT Staré Město
Miroslav Ondrůšek (30/0/12) –
Lubomír Blaha (11/3),
Libor Bosák (8/4),
Libor Bužek (28/3),
Libor Došek (11/3),
René Formánek (14/0),
Ján Haspra (2/0),
Miroslav Hlahůlek (29/2),
Patrik Holomek (30/18),
Pavel Chlachula (9/0),
Jiří Kowalík (28/4),
Miloslav Kufa (11/2),
Petr Lysáček (24/5),
Vladimír Malár (2/2),
Pavel Němčický (14/1),
Libor Soldán (30/5),
Slavoj Štěrba (2/0),
Jan Trousil (15/2),
Tomáš Vajda (29/1),
Roman Veselý (14/1),
Petr Videman (16/0),
Jiří Vojtěšek (30/5),
Pavel Zajíc (1/0),
Libor Zapletal (27/3) –
trenér František Komňacký

### FC MUS Most
Michal Kýček (11/0),
Martin Tomek (19/0) –
Martin Bárta (11/2),
Jiří Bešík (11/2),
Rostislav Broum (29/7),
Jiří Časko (29/2),
David Filinger (8/0),
Michal Fojtík (12/0),
Jiří Ješeta (23/1),
Petr Johana (28/4),
Mário Kaišev (26/1),
Zdeněk Kotalík (11/2),
Pavel Medynský (22/0),
Petr Novotný (13/1),
Michal Obrtlík (2/0),
Petr Pfeifer (3/0),
Zdeněk Rollinger (18/0),
Stanislav Salač (24/1),
Václav Spal (15/2),
Jiří Štajner (28/7),
Ivan Václavík (27/8),
Michal Vašák (25/5),
Jiří Vorlický (21/1) –
trenér Luděk Zajíc

### FC Vítkovice
Jaroslav Drobný (7/0),
Vladimír Hranoš (2/0),
Pavel Steiner (11/0),
Alan Twardzik (10/0) –
Marek Ctiburek (2/0),
Martin Černoch (26/3),
Jindřich Dohnal (12/1),
Jan Chudý (10/3),
Martin Janík (4/0),
Miroslav Karas (4/0),
Roman Klimeš (28/4),
David Kotrys (11/0),
Matej Krajčík (4/0),
Pavel Kýček (1/0),
Lubomír Langer (29/11),
Ivan Martinčík (9/0),
Leoš Mitas (28/1),
Vítězslav Mooc (8/0),
Ivo Müller (28/4),
Martin Myška (5/0),
Petr Němec (26/6),
Zbyněk Pahr (3/0),
Kamil Papuga (14/1),
Miroslav Paták (25/1),
Radomír Riedl (7/1),
Milan Soták (24/4),
Roman Šimeček (9/0),
Daniel Tchuř (24/0),
Martin Třasák (14/0),
Pavol Vaškovič (1/0),
Petr Vybíral (17/0) –
trenéři Martin Pulpit (1.–24. kolo) a Jaroslav Pindor (25.–30. kolo)

### FC NH Ostrava
Marek Čech (7/0),
Roman Hulva (1/0),
Tomáš Sedlák (22/0) –
Pavel Cirkl (12/1),
Milan Cudrák (14/4),
Petr Freisler (29/3),
Aleš Hellebrand (14/1),
Vladimír Chalupa (24/3),
Kamil Jurča (1/0),
Miroslav Kaloč (10/1),
Daniel Kaspřík (25/3),
Lubor Knapp (15/1),
Luboš Knoflíček (10/0),
Radim Krupník (14/4),
Pavel Kubánek (27/1),
Jaroslav Laub (28/0),
Martin Lukáč (12/1),
Miroslav Matula (9/1),
Radek Opršal (28/2),
Rostislav Pikonský (24/1),
Milan Ptáček (12/0),
Martin Svintek (19/0),
Roman Šťástka (12/1),
Rostislav Vojáček (20/0),
Artur Wojnarovský (4/0) –
trenér Milan Albrecht

### AFK Atlantic Lázně Bohdaneč
David Šimon (10/0),
Václav Winter (21/0) –
Lukáš Adam (27/1),
Petr Bílek (27/3),
Aleš Brychnáč (3/0),
Radek Bukač (3/0),
Martin Danihelka (21/1),
Roman Dobruský (21/2),
Radek Dolejský (5/0),
Jan Gruber (11/1),
Ondřej Herzán (17/0),
Jan Horák (1/0),
Martin Chorý (22/5),
Tomáš Kalán (3/1),
Lukáš Killar (7/0),
Marek Kulič (12/1),
Roman Kyral (17/2),
Roman Pavelka (27/0),
Roman Pavelka (19/1),
Tomáš Prorok (8/0),
Martin Roček (18/0),
Jaroslav Schindler (23/2),
Roman Tlučhoř (3/0),
Marek Trval (3/0),
Jiří Valta (26/2),
Adrian Vizingr (23/1) –
trenéři Jiří Dunaj (1.–19. kolo) a Karel Krejčík (20.–30. kolo)

### FK Svit Zlín
Otakar Novák (16/0),
Přemysl Sebera (14/0),
Jan Zubík (1/0) –
Jozef Blahuta (6/1),
Roman Dobeš (29/1),
Roman Drga (2/0),
Zdeněk Filgas (3/0),
Michal Hlavňovský (24/0),
Slavomír Hodúl (6/0),
Milan Holík (28/4),
David Hubáček (29/0),
Jiří Jaroš (26/4),
Zdeněk Julina (8/0),
Petr Klhůfek (30/4),
Zdeněk Kroča (4/0),
Josef Lukaštík (26/3),
Pavel Mareš (15/2),
Lukáš Matůš (11/0),
Kamil Mlčoch (2/0),
Petr Novosad (24/2),
Michal Ondráček (10/0),
Petr Slončík (25/3),
Zdeněk Šenkeřík (6/0),
Michal Špaček (9/0),
Karel Urbánek (2/0),
Michal Váňa (9/0),
Peter Vlček (27/1),
Ladislav Zakopal (11/1) –
trenéři Igor Štefanko (1.–7. kolo), František Mikulička (8.–26. kolo) a Antonín Juran (27.–30. kolo)

### FK VP Frýdek-Místek
Vilém Axmann (11/0),
Marek Čech (1/0),
Petr Jursa (18/0) –
Ladislav Bohdal (5/0),
Petr Faldyna (11/0),
Libor Fryč (11/0),
David Gill (18/1),
Michal Hampel (14/2),
Richard Hrotek (29/1),
Roman Hruška (1/0),
Libor Ječmének (13/1),
Jiří Kaufman (11/4),
Kamil Kořínek (6/0),
Petr Kořínek (1/0),
Matej Krajčík (13/1),
Pavel Kulig (26/2),
Fotis Maniatis (20/2),
Petr Matúš (23/0),
Marcel Melecký (29/2),
Petr Moučka (17/1),
Marek Myšinský (1/0),
Karel Orel (30/1),
Michal Pokluda (2/0),
Radim Sáblík (15/0),
Marek Sokol (11/1),
Ivo Somr (14/0),
Petr Strnadel (27/2),
Stanislav Stuchlík (20/1),
Jiří Útrata (2/0),
Jan Žemlík (7/0) –
trenéři Petr Nesrsta (1.–15. kolo) a Petr Žemlík (16.–30. kolo)

### FK Mladá Boleslav
Radek Cimbál (25/0),
Jiří Malík (7/0) –
Stanislav Bejda (16/1),
Jiří Bešík (13/0),
Milan Bouda (18/0),
Lukáš Jarolím (6/1),
Roman Jůn (14/1),
Aleš Kohout (12/4),
Martin Kuchař (14/1),
Roman Leitner (21/1),
František Mirabile (20/1),
Jan Nečas (10/0),
Petr Niklfeld (7/0),
Mário Petrovič (2/0),
Karel Pokorný (19/3),
Libor Polomský (28/1),
Pavel Putík (24/4),
Pavel Runt (26/1),
Petr Růžička (9/0),
Vladimír Sedláček (26/2),
David Sládeček (26/3),
Václav Štěpán (8/1),
Pavel Šustr (10/1),
Jiří Tymich (16/0),
Aleš Vaněček (21/2),
Karel Vokál (13/4) –
trenér Karel Stanner

### SK Tatran Poštorná
Martin Michalovič (7/0),
Lubomír Padalík (1/0),
Radek Rabušic (22/0) –
Petr Bartes (30/3),
Vladimír Blüml (27/0),
Michal Brozman (15/0),
Róbert Búzek (4/0),
Ivo Čermák (9/1),
Karel Doležal (13/1),
Václav Dvořák (14/1),
Radek Hrdina (1/0),
Martin Jiránek (14/0),
Zoran Jovanoski (11/3),
Přemysl Kovář (14/4),
Lukáš Kozubík (8/0),
David Kříž (14/0),
Oleh Lyzohub (14/0),
Vladimír Malár (15/8),
Jaroslav Marx (24/0),
František Myslík (11/1),
Robert Nekarda (4/0),
Jan Obenrauch (14/1),
Bronislav Pražák (1/0),
Marek Stratil (9/0),
Milan Strya (27/6),
Petr Tichý (23/0),
Jaroslav Veltruský (15/1),
Jiří Vít (2/0),
Igor Vymyslický (11/0) –
trenér Dušan Uhrin ml.

### SK Chrudim 1887
Jaroslav Mašín (4/0),
Milan Sova (12/0),
Michal Špit (15/0) –
Martin Bárta (14/4),
Jan Barták (25/1),
Martin Dlouhý (9/0),
Jiří Dozorec (2/0),
Josef Gabčo (10/1),
Stanislav Hejkal (12/0),
Lukáš Hodan (20/0),
Zdeněk Houštecký (29/5),
Roman Janoušek (14/5),
Zoran Jovanoski (15/0),
Vladimír Kocourek (10/0),
Jiří Kovárník (13/3),
Stanislav Krejčík (10/1),
Petr Krištůfek (15/1),
Jiří Ludvík (20/0),
Pavel Lukáš (14/2),
Daniel Mašek (14/2),
Martin Mašek (19/0),
Miloš Moravec (19/0),
Petr Novotný (13/0),
Josef Ringel (25/2),
Milan Šedivý (12/1),
Viktor Švestka (19/1),
Karel Vokál (7/1),
Jaroslav Vrábel (13/0) –
trenéři Václav Hradecký (1.–21. kolo) a Luboš Urban (22.–30. kolo)

### SK Železárny Třinec
Jakub Kafka (28/0),
Marek Mrozek (2/0) –
Michal Bauman (7/0),
Adam Brzezina (15/0),
Zdeněk Cieslar (29/0),
Miroslav Černý (15/1),
Rostislav Delina (3/0),
Rostislav Duda (20/1),
Jiří Figura (1/0),
Rostislav Franek (1/0),
Libor Fryč (10/0),
Tomáš Hadrava (5/0),
Tomáš Jakus (1/0),
Petr Kirschbaum (24/0),
Aleš Kluz (16/2),
Břetislav Kocur (1/0),
Karel Kula (25/2),
Jiří Lachowicz (1/0),
Lukáš Marek (3/0),
Petr Martinek (5/0),
Radek Matuška (22/9),
Miroslav Mikulík (21/2),
Roman Nohavica (12/0),
Michal Ondráček (10/0),
Zdeněk Pospěch (20/2),
Aleš Rozsypal (15/2),
Petr Sedlák (22/2),
Petr Staš (2/0),
Erik Szeif (16/1),
Mariusz Szlauer (2/0),
Martin Štverka (25/8),
Jiří Topiarz (7/0),
Bogdan Walach (7/0) –
trenéři Lubomír Vašek (1.–13. kolo), Petr Sostřonek (14.–15. kolo) a Zdeněk Dembinný (16.–30. kolo)

### SK LeRK Prostějov
Tomáš Bureš (28/0),
Martin Hložánek (2/0),
Roman Kaštyl (1/0) –
Libor Baláž (22/2),
Vladimír Bárta (27/1),
Jiří Gába (15/1),
David Hodinář (1/0),
Valdemar Horváth (21/0),
Michal Hýbner (7/0),		
Jaroslav Josefík (13/0),
Roman Juračka (27/0),
Jaroslav Kopecký (1/0),
Jiří Kopunec (3/0),
Petr Lučný (4/0),
Martin Máša (8/0),
Zdeněk Opravil (26/4),
Jorgos Paraskevopulos (4/0),
Tomáš Randa (15/0),
Marek Rozsíval (12/0),
Radek Řehák (13/1),
Michal Spáčil (27/3),
Jan Stráněl (14/1),
Kamil Šebesta (12/4),
Milan Šedivý (6/0),
Lubomír Štrbík (14/2),
Martin Šustáček (13/0),
Aleš Urbánek (15/0),
Daniel Vacula (3/0),
Jiří Vaďura (12/1),
Zdeněk Volf (12/3),
Martin Zapletal (2/0),
Ivo Zbožínek (28/1),
Drahomír Zelina (3/0) –
trenéři Lumír Fikes (1.–5. kolo), Alexandr Bokij (6. kolo) a Vítězslav Kolda (7.–30. kolo)

### FK Hanácká kyselka Přerov
Vilém Axmann (13/0),
Martin Trančík (13/0),
Jan Vojnar (6/0) –
Libor Bosák (19/4),
Miroslav Březík (20/7),
Tomáš Cigánek (22/2),
Lukáš Čespiva (8/1),
Stanislav Dostál (29/1),
Vilém Dýčka (16/0),
Michal Gottwald (24/0),
Milan Hanko (11/1),
Jaroslav Hynek (23/1),
František Chovanec (14/0),
Vlastimil Chytrý (6/0),
David Jedelský (11/0),
Vlastimil Kocián (4/1),
David Koranda (16/0),
Tomáš Martinek (17/2),
Francesco Meacci (3/0),
Emil Nečas (13/2),
František Novák (29/2),
Marián Palát (20/0),
Tomáš Pekný (1/0),
Marek Prášilík (4/0),
Martin Řehák (1/0),
Kamil Štěpaník (11/1),
Michal Švach (14/0),
Filip Švrček (9/0),
David Tvrdoň (5/0),
Martin Ulman (18/2),
Václav Ušák (1/0) –
trenéři Josef Kolečko (1.–22. kolo) a Milan Gajdůšek (23.–30. kolo)

### 1. FC Česká Lípa
Pavel Hradiský (12/0),
Petr Macek (18/0) –
Jan Beránek (20/1),
Tomáš Bobelák (2/0),
Pavel Budák (1/0),
Pavel David (14/4),
Tomáš Hájek (1/0),
Martin Hapiák (9/0),
Ondřej Houda (10/0),
Vladimír Jeníček (1/0),
Vladimír Juríček (19/1),
Stanislav Kadlec (13/0),
Jiří Koleňák (2/0),
Jan Kyklhorn (13/3),
Roman Ladra (28/1),
Radim Laibl (12/0),
Karel Machač (27/2),
Lukáš Malich (1/0),
Vladislav Mikiska (24/1),
Jan Míl (15/1),
Roman Nádvorník (2/0),
Jan Nečas (15/0),
Lukáš Novotný (13/0),
Igor Pintér (3/0),
Vlastimil Rataj (27/0),
Petr Růžička (13/0),
Richard Sitarčík (6/2),
Petr Smíšek (9/0),
Marek Smola (14/0),
Petr Strouhal (6/0),
Jan Sutr (1/0),
Jiří Šindelář (27/0),
Štěpán Vachoušek (6/1),
Josef Vinš (14/1),
Ondřej Zapoměl (10/0) –
trenéři Přemysl Bičovský (1.–15. kolo) a Zdeněk Hlinčík (16.–30. kolo)